# Weißgenicktaube
Die Weißgenicktaube oder Weißnackentaube  (Columba albinucha) ist eine große und kräftig gebaute Art der Taubenvögel, die der Unterfamilie Columbinae zugerechnet wird. Die Art ist ein Vertreter der Afrotropis.
Die IUCN stuft die Weißgenicktaube als eine in ihrem Bestand potentiell gefährdete (near threatened) Art ein. Es werden keine Unterarten unterschieden.

## Erscheinungsbild

### Körpermaße und unbefiederte Körperpartien
Die Weißgenicktaube erreicht eine Körperlänge von 33 bis 34 Zentimetern und ist damit etwa so groß wie eine Ringeltaube. Auf das Schwanzgefieder entfallen durchschnittlich 11,7 Zentimeter, es ist damit etwas länger als das der Ringeltaube. Der Schnabel ist 1,7 Zentimeter lang. Das Gewicht beträgt zwischen 280 und 290 Gramm.
Der Schnabel ist schwarzviolett oder auf der basalen Hälfte rot und mit einer roten bis gelben Spitze. Die Füße und Beine sind rot.

### Adulte Vögel
Es besteht kein auffälliger Geschlechtsdimorphismus. Die Weibchen sind lediglich auf dem Mantel weinrot.
Der Scheitel ist dunkel rötlich braun, der Nacken und der hintere Hals sind weiß. Auf dem Rücken und Halsseiten haben die Federn eine dunkel rotbraune Federbasis mit silberweißen Federspitzen, wodurch die Taube an diesen Körperpartien geschuppt oder gestreift wirkt. Auf dem Mantel sind die dunkel rotbraunen Federn nur schmal weiß gesäumt. Die Schulterfedern und die Flügeldecken sind einfarbig schieferblau. Die Armschwingen sind schwarzgrau, die Handschwingen dagegen schwarz. Die blassbraune basale Hälfte der Steuerfedern ist durch die Oberschwanzdecken verdeckt, so dass die Oberseite des Schwanzgefieders blass blaugrau wirkt. Das Kinn, die Kehle und das Gesicht sind silbergrau, die Brust ist dunkel rotbraun mit hell aschgrauen Federsäumen, so dass diese Körperpartie geschuppt wirkt. Der Bauch ist dunkel rotbraun mit einzelnen weißen Flecken. Die Unterschwanzdecken sind hellgrau, das Schwanzgefieder ist auf der Unterseite grauweiß.

### Jungvögel
Bis jetzt liegen nur wenige Daten zu den Jungvögeln vor. Im British Museum of Natural History gibt es lediglich ein Typusexemplar eines Jungvogels. Dieses ist überwiegend dunkel schiefergrau gefiedert. Der Mangel und die Schulterfedern sind dunkel graubraun mit rostbraunen Federsäumen.

## Verwechslungsmöglichkeiten
Die Weißnackentaube kann mit der im gleichen Verbreitungsgebiet vorkommenden Oliventaube verwechselt werden. Diese hat allerdings einen grauen Nacken, weiß gefleckte dunkel rotbraune Flügeldecken, eine weingraue Vorderbrust, schwarzes Schwanzgefieder und die unbefiederten Körperpartien sind leuchtend gelb. Die Weißnackentaube besiedelt anders als die Oliventaube außerdem Palmwälder. Gelegentlich sind die beiden Arten jedoch vergesellschaftet.

## Verbreitungsgebiet und Lebensraum
Das Verbreitungsgebiet der Weißgenicktaube ist vergleichsweise klein. Es umfasst einige Gebirgszüge im Westen von Kamerun, im Osten der Demokratischen Republik Kongo und im Westen Ugandas. Vereinzelt werden Weißgenicktauben auch im Süden des Sudans, im Grenzgebiet zur Demokratischen Republik Kongo, ebenfalls Weißgenicktauben beobachtet.
Die Weißgenicktaube ist eine waldlebende Taubenart. Sie kommt sowohl in primären als auch in sekundärem tropischen Regenwald vor. Die Höhenverbreitung reicht in Uganda bis auf 1800 Meter und bis zu 1100 Meter in Kamerun.

## Lebensweise
Die Weißgenicktaube verbringt den größten Teil des Tages in Baumkronen, kommt aber auf Lichtungen und an Wasserstellen auch auf den Boden. Die bislang in ihren Lebensgewohnheiten nur wenig erforschte Feldtaubenart frisst verschiedene Früchte, die sie in der Regel direkt von den Ästen pickt. Sie brütet im dichten Baum- oder Unterholzbestand. Das Nest befindet sich hoch oben in den Baumkronen. Das Gelege besteht aus einem einzelnen Ei. Die Brutzeit ist nicht genau bekannt, beträgt aber vermutlich zwischen 17 und 20 Tagen.